# Rejon Ungheni
Rejon Ungheni (rum. raionul Ungheni) – rejon administracyjny w Mołdawii.

## Geografia
Rejon znajduje się w zachodniej części kraju, przy granicy z Rumunią.

### Miasta rejonu
- Ungheni – centrum administracyjne rejonu
- Cornești.

## Demografia
Liczba ludności w poszczególnych latach:
| 1959  | 1970   | 1979   | 1989   | 2004   | 2014   |
| ----- | ------ | ------ | ------ | ------ | ------ |
| 86741 | 104545 | 110264 | 117364 | 110545 | 117400 |